# 中東高等学校
| 校名       | Joongdong High School          |
| 過去校名   | 中東夜學校/中東學校/中東中學校 |
| 国公私立   | 私立学校                       |
| 校訓       | 正直・勤勉・清潔               |
| 設立年月日 | 1906年8月13日                  |
| 創立者     | 吳圭信/柳光烈/金元培           |
| 共学・別学 | 男子校                         |
| 課程       | 全日制課程                     |
| 学期       | 2学期制                        |
| 郵便番号   | 06338                          |
| 所在地     | 韓国ソウル市江南区逸院路7      |

中東高等学校（チュンドンこうとうがっこう、Joongdong High School, 중동고등학교）は、韓国ソウル特別市江南区にある私立高校である。サムスングループの支援を受けている。
最寄り駅はソウル交通公社3号線テチョン駅。

## 沿革
- 1906. 4. 2. - 吳圭信(オギュシン)、柳光烈(ユグァンリョル)、金元培（キムウォンベ）の三人が夜学を設立。
- 1907. 1. 22. - 中東夜學校に高名を変更。
- 1909. 5. 10. -  中東学校の設立認可。
- 1914 -  崔奎東(チェギュドン)が中東学校を引き受ける。
- 1919. 1. 11. - 私立中東學校に高名を変更。
- 1945. 8. 15. - 中東中學校に高名を変更。
- 1948. 7. 31. - 財団法人中東学院設立。理事長は崔奎東。
- 1984. 3. 1. - ソウル市江南区に校舎移転。
- 1994. 6. 1. - サムスングループが学院を引き受ける。
- 2009. 7. 15. - 自律形私立高等学校（朝鮮語版）に選ばれる

## 著名な出身者
- 李秉喆 (サムスングループの創業者)
- 金芝河（詩人）[1]
- 金武星 (政治家)
- イ・ビョンホン (俳優)
- キム・スヒョン (俳優)
- 李浩 (サッカー選手)
- 崔孝鎭 (サッカー選手)

## その他
- 2018年、ソウル大学校合格実績順位で全国11位（一般入試は全国1位）を記録した。[2]
- 2019年、ソウル大学校合格実績順位で全国20位（一般入試は全国8位）を記録した。[3]
- 2020年、ソウル大学校合格実績順位で全国13位（一般入試は全国8位）を記録した。[4]
- 2021年、ソウル大学校合格実績順位で全国15位（一般入試は全国9位）を記録した。[5]
- 2022年、ソウル大学校合格実績順位で全国15位（一般入試は全国4位）を記録した。[6]